# John Stollmeyer
John Michael Stollmeyer (Pittsburgh, Pennsylvania, 1962. október 25. –) amerikai válogatott labdarúgó.

## Pályafutása

### Klubcsapatban
Pittsburghben született Pennsylvaniában. 1986 és 1988 között a Cleveland Force teremfoci csapatában játszott. 1989 és 1990 között az Arizona Condors, 1990-ben a Washington Stars játékosa volt.

### A válogatottban
1986 és 1990 között 31 alkalommal szerepelt az Egyesült Államok válogatottjában. Részt vett az Ausztráliában rendezett 1981-es U20-as világbajnokságon. Tagja volt az 1988. évi nyári olimpiai játékokon és az 1990-es világbajnokságon szereplő válogatott keretének is, ahol Csehszlovákia ellen kezdőként, a házigazda olasz válogatott ellen pedig csereként lépett pályára.

## Külső hivatkozások
- John Stollmeyer adatlapja a National-Football-Teams.com oldalon (angolul)

- John Stollmeyer adatlapja a worldfootball.net oldalon (angolul)
- John Stollmeyer (angol, francia, spanyol nyelven). FootballDatabase.eu
- John Stollmeyer (angol nyelven). olympedia.org